# Leioscapheus hebardi
Leioscapheus hebardi är en insektsart som beskrevs av Roberts 1973. Leioscapheus hebardi ingår i släktet Leioscapheus och familjen gräshoppor. Inga underarter finns listade i Catalogue of Life.